# Archondikó (Héraklion)
Archondikó, en grec moderne : Αρχοντικό, est un village du dème de Minóa Pediáda, en Crète, en Grèce. Selon le recensement de 2011, la population d'Archondikó compte 194 habitants. Il est situé à une altitude de 440 m.
Le village s'est appelé Alitzani, puis Alizagni et Alizani.